# Cadre-47/1-Europameisterschaft 1966

Logo CEB (ausrichtender Verband)

Veranstaltungsort: Zwanenburg

Die Cadre-47/1-Europameisterschaft 1966 war das zehnte Turnier in dieser Disziplin des Karambolagebillards und fand vom 12. bis zum 16. Januar 1966 in Zwanenburg, einem Ortsteil von Haarlemmermeer in der niederländischen Provinz Noord-Holland, statt. Es war die vierte Cadre-47/1-Europameisterschaft in den Niederlanden.

## Geschichte
Nach einer Niederlage in der ersten Partie gegen den Österreicher Johann Scherz, was auch mit Abstand seine schlechteste Partie war, verlor der Franzose Jean Marty keine Partie mehr und gewann mit dem neuen Europarekord im Generaldurchschnitt von 25,64 überlegen die Meisterschaft. Der Titelverteidiger Laurent Boulanger gewann bei einer EM seine vierte Medaille im Cadre 47/1 vor Henk Scholte, der seine dritte Medaille gewann.

## Turniermodus
Es wurde im Round Robin System bis 300 Punkte gespielt. Bei MP-Gleichstand wird in folgender Reihenfolge gewertet:
1. MP = Matchpunkte
2. GD = Generaldurchschnitt
3. HS = Höchstserie

## Abschlusstabelle
| MP    | Match Points (Sieger = 2; Unentschieden = 1; Verlierer = 0) |
| Pkte. | Erzielte Karambolagen                                       |
| Aufn. | Benötigte Versuche                                          |
| GD    | Generaldurchschnitt                                         |
| BED   | Bester Einzeldurchschnitt eines Spielers                    |
| HS    | Höchstserie                                                 |
|       | Bester GD des Turniers                                      |
|       | Bester ED des Turniers                                      |
|       | Beste HS des Turniers                                       |
|       | 1. Platz (Gold)                                             |
|       | 2. Platz (Silber)                                           |
|       | 3. Platz (Bronze)                                           |

| Platz                      | Name              | MP   | Pkte. | Aufn. | GD    | BED   | HS  |
| -------------------------- | ----------------- | ---- | ----- | ----- | ----- | ----- | --- |
| 1                          | Jean Marty        | 14:2 | 2334  | 91    | 25,64 | 42,85 | 154 |
| 2                          | Laurent Boulanger | 10:6 | 2121  | 115   | 18,44 | 75,00 | 160 |
| 3                          | Henk Scholte      | 10:6 | 2260  | 137   | 16,49 | 23,07 | 188 |
| 4                          | Johann Scherz     | 10:6 | 2150  | 148   | 14,52 | 23,07 | 77  |
| 5                          | Raymond Ceulemans | 9:7  | 2148  | 117   | 18,35 | 27,27 | 120 |
| 6                          | Tini Wijnen       | 8:8  | 2072  | 149   | 13,90 | 25,00 | 102 |
| 7                          | José Gálvez       | 7:9  | 1806  | 148   | 12,20 | 18,75 | 82  |
| 8                          | Ernst Rudolph     | 4:12 | 1591  | 152   | 10,46 | 12,50 | 58  |
| 9                          | August Tiedtke    | 0:16 | 1066  | 147   | 7,25  | –     | 46  |
| Turnierdurchschnitt: 14,57 |                   |      |       |       |       |       |     |